# Serrat de la Farga Vella
El Serrat de la Farga Vella és una serra situada al municipi de Bellver de Cerdanya, a la comarca de la Baixa Cerdanya, amb una elevació màxima de 1.522 metres.